# Дилго-Поле (Видинська область)
Ди́лго-По́ле (болг. Дълго поле) — село у Видинській області Болгарії. Входить до складу общини Димово.

## Населення
За даними перепису населення 2011 року у селі проживали 22 особи, усі — болгари.
Розподіл населення за віком у 2011 році:
Динаміка населення: